# Катрия
Катрия (итал.  Catria) — гора в итальянских областях Марке и Умбрия.

## Описание
Рельеф Умбрийско-Маркских Апеннин, между рекой Чезано и ручьем Бурано. Высота над уровнем моря — 1701 м. На северных склонах горы, в большом лесу, находится монастырь Санта-Кроче-ди-Фонте-Авельяна.